# Ebony and Ivory
"Ebony and Ivory" é um single de Paul McCartney e Stevie Wonder, lançado em março de 1982. A canção é sobre o ébano (preto) e marfim (branco) das teclas de piano, mas também tem a ver com a integração e harmonia racial, de maneira mais profunda. O título foi inspirado por McCartney ao ouvir Spike Milligan dizer "notas pretas, notas brancas, e você precisa tocar as duas pra fazer harmonia, gente!". A canção está no álbum Tug of War, distribuído no mesmo ano. A faixa chegou ao número um nas paradas do Reino Unido.
Embora escrita por McCartney, a canção foi gravada ao vivo no estúdio pelo cantor, juntamente a Stevie Wonder. No entanto, devido a conflitos de horário de trabalho, ambos gravaram suas partes no vídeo musical separadamente (como é explicado por Paul em The McCartney Years).
"Ebony and Ivory" ficou durante sete semanas na primeira posição do Billboard Hot 100, e foi o quarto maior hit de 1982. Para McCartney, a canção atingiu o topo das paradas de qualquer obra sua pós-Beatles, e a segunda mais longa da carreira (atrás de "Hey Jude" com os Beatles); para Wonder, foi o seu mais antigo executado chart-topper. A canção passou cinco semanas no topo da adult contemporary chart.
Passados 28 anos da música ter sido lançada, Paul McCartney e Stevie Wonder finalmente a interpretam juntos num espetáculo na Casa Branca em frente a uma plateia, na qual estão presentes diversas personalidades, como o então presidente dos Estados Unidos, Barack Obama.
O título da musica inspirou o nome das armas de Dante, protagonista do jogo eletrônico Devil May Cry.